# ان‌جی‌سی ۱۰
ان‌جی‌سی ۱۰ (به انگلیسی: NGC 10) یک کهکشان مارپیچی در صورت فلکی سنگتراش است.

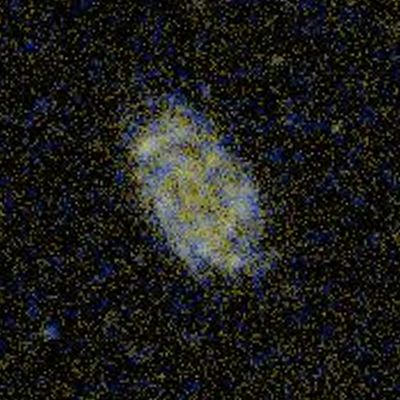
تصویران‌جی‌سی ۱۰ در نور ماوراء بنفش، توسط گلکس

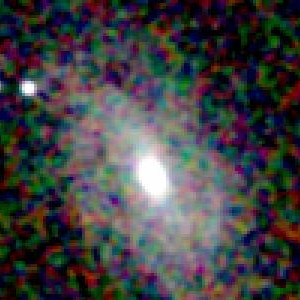
تصویران‌جی‌سی ۱۰ در نور مادون قرمز توسط 2MASS